# Krystyna Cieślik
Krystyna Cieślik (ur. 29 lutego 1936, zm. 10 maja 2019) – polska szczypiornistka występująca w Ruchu Chorzów. Trzykrotnie w latach (1962-1964) zdobywała z nim mistrzostwo Polski. Została pochowana w Katowicach na cmentarzu przy ul Leopolda.
Jej mężem był Gerard Cieślik.